# Мамчур Ігор Вадимович
І́гор Вади́мович Ма́мчур (нар. 6 червня 1965) — український військовик, полковник Військово-Морських Сил ЗС України, начальник штабу військ берегової оборони.

## Життєпис
Випускник Севастопольського військово-морського інституту 2003 року.
2 березня 2014 року під час українсько-російського конфлікту на території АР Крим російські військовослужбовці намагалися взяти під контроль Штаб військ берегової оборони Військово-Морських сил України. Вони двічі зверталися до українських вояків з пропозицією скласти зброю і перейти під охорону Збройних сил РФ, однак начальник штабу полковник Ігор Мамчур відповів відмовою і попередив, що в разі спроби проникнення сторонніх осіб на територію частини українські війська будуть застосовувати всі сили і засоби, аж до застосування зброї. Крім того, він запропонував воякам ЗС РФ відійти від огорожі і не провокувати.